# Maximinus von Aix

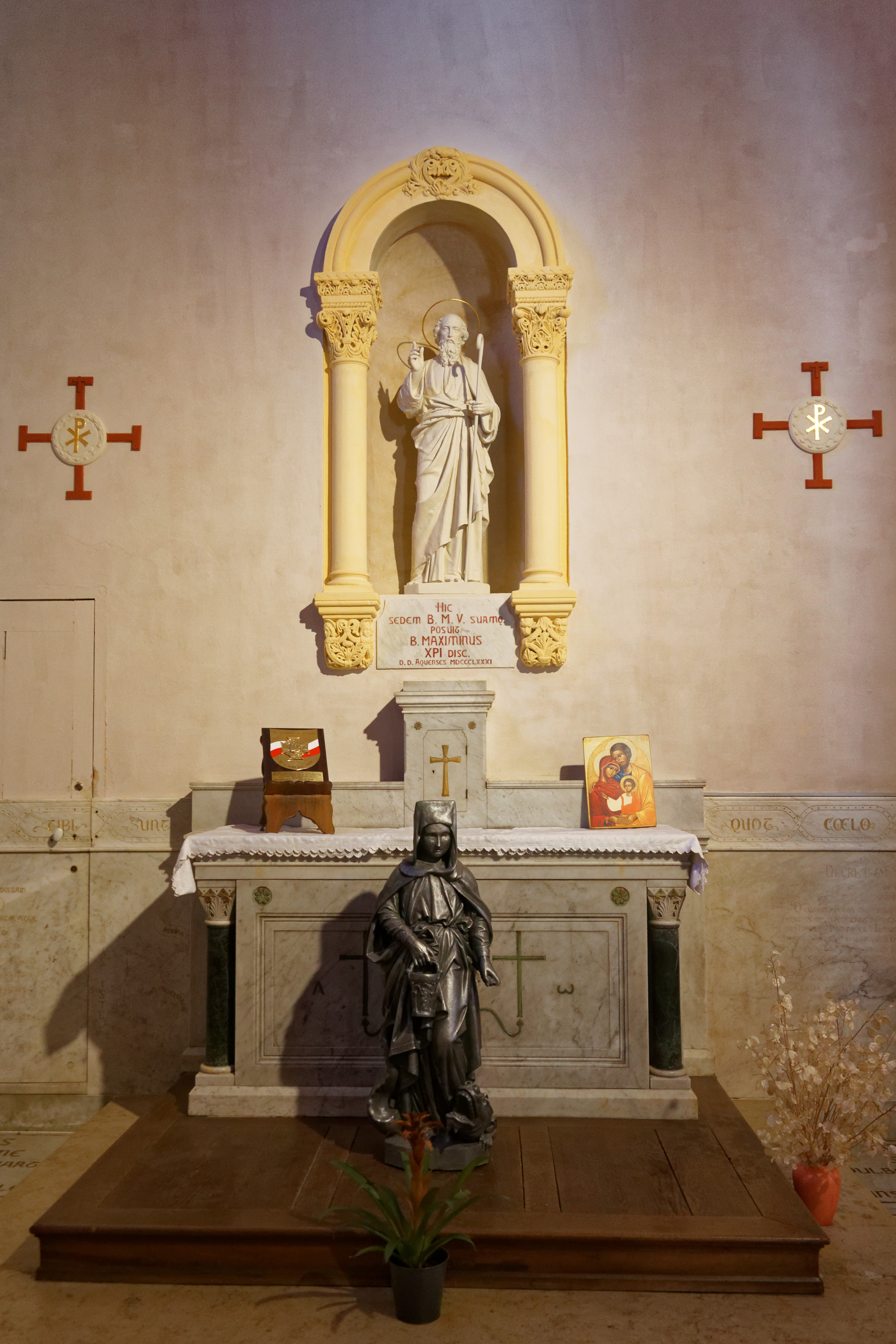
Altar mit Statue des Maximinus von Aix in der Kirche Notre-Dame de la Seds in Aix-en-Provence

Maximinus von Aix (auch: Maximus) war der legendären Überlieferung zufolge der erste Bischof von Aix.
Er soll in Begleitung der Maria Magdalena von Palästina nach Gallien gekommen und in Aix-en-Provence als erster Bischof gewirkt und am Ort der heutigen Kathedrale Saint-Sauveur eine erste Kirche erbaut haben. Sein Tod wird um das Jahr 45 datiert, doch dürfte es sich, sofern Maximinus überhaupt eine historische Persönlichkeit war, um eine nachträgliche Frühdatierung handeln.